# Algeriet i olympiska vinterspelen 2010

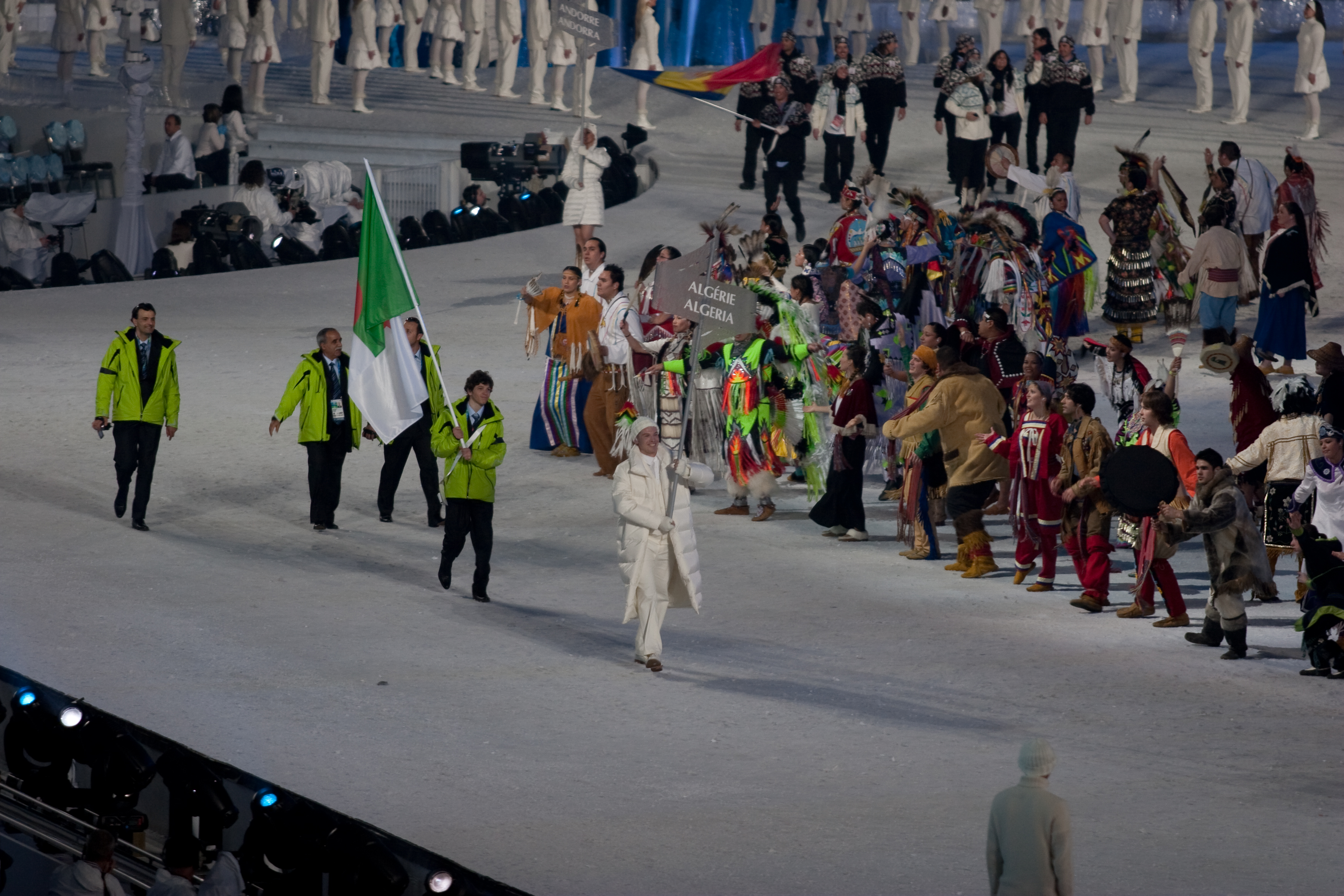
Algeriets deltagare vid öppningsceremonin

Algeriet  deltog vid de olympiska vinterspelen 2010 i Vancouver, British Columbia, Kanada.

## Uttagna till OS
| Namn                | Kön | Sport                          | Placering |
| ------------------- | --- | ------------------------------ | --------- |
| Mehdi-Selim Khelifi | H   | 15 kilometer fristil (1 aktiv) | 84        |